# Immobilienbanking
Das Immobilienbanking im klassischen Sinne umfasst „alle absatzfähigen Leistungen bankbetrieblicher Tätigkeiten, die einen direkten oder indirekten Bezug zur Immobilie als Anlageprodukt haben“.  Die moderne Form des Immobilien-Investmentbanking lässt sich als eine Verschmelzung der klassischen Leistungen des Immobilienbanking wie dem langfristigen Kredit oder Fondsfinanzierungen und dem Investmentbanking auffassen. Für seine Entwicklung lassen sich drei Gründe ausmachen:
1. Zum einen ist das Hauptgeschäft der Banken, der klassische Kredit, vor dem Hintergrund zunehmender Volumina in der gewerblichen Immobilienfinanzierung nicht mehr ausreichend, da die Summen von einer einzelnen Bank nicht mehr getragen werden können. Auch die Investoren suchen nach Alternativen zur grundpfandrechtlichen Sicherung im Einklang mit ihrer Portfoliostrategie.
2. Zweitens sehen sich finanzierende Banken in immer stärkerem Maße dem internationalen Wettbewerb ausgesetzt, was zu dem Zwang führt, konkurrenzfähige Eigenkapitalrenditen (RoE) zu erzielen. Da im klassischen Kreditgeschäft die Kreditmargen aufgrund des Wettbewerbs einem erheblichen Druck unterliegen, lässt sich ein für die Anleger attraktiver RoE von 15 % hier nicht erzielen.
3. Beschleunigend wirken als dritte Komponente die Regelungen von Basel II. Nach diesem Papier müssen Kredite zukünftig risikoadäquat mit einem bestimmten Prozentsatz an Eigenkapital der Bank unterlegt werden. Risikobehaftete Projekte schmälern den Shareholder Value der Bank deutlich, weil sie stärker als bisher Eigenkapital binden. Es müssen deshalb andere Geschäftsfelder und innovative Leistungen erschlossen werden.

Im modernen Immobilienbanking ist es das Hauptziel der Banken, flexible Finanzierungsinstrumente anzubieten, die einerseits den Shareholder-Value des Kunden optimieren, andererseits aber auch aus genannten Gründen das eigene Kapital schonen. Die Finanzierung erfolgt häufig nicht direkt durch die Bank, sondern durch den Kapitalmarkt, so dass die Bank lediglich Dienstleistungen anbietet und sich über Provisionserträge finanziert.  Auf diesem Wege wird nur begrenzt Eigenkapital gebunden und der RoE kann maximiert werden. Neben den kapitalmarktgetragenen Finanzierungen steht das moderne Immobilienbanking auch für die Verknüpfung von Serviceleistungen aus dem Investmentbanking mit der Immobilie. So integrieren Banken verstärkt Leistungen wie die Optimierung von Immobilienportfolien, die Steuerung von M&A Transaktionen oder Verbriefungen von Kundenvermögen in ihr Angebot.